# ハリー・フォン・ビューロウ＝ボートカンプ
ハリー・フォン・ビューロウ＝ボーテカンプ（Harry von Bülow-Bothkamp、1897年11月19日 - 1976年 2月26日）は、歴史上でも数少ない2つの大戦の双方でエース・パイロットになった内の一人である。第一次世界大戦のドイツ帝国陸軍航空隊で6機撃墜を記録した後、第二次世界大戦のドイツ空軍で更に24機を撃墜した。 ホーエンツォレルン家勲章と騎士鉄十字勲章の叙勲者である。最終階級は空軍大佐、国家社会主義航空軍団大将。

## 生涯

### 初期の履歴と第一次世界大戦
ハリー・フォン・ビューロウ＝ボーテカンプはドイツ帝国、シュレースヴィヒ＝ホルシュタイン州（Province）のボーテカンプ村にある一家の城で貴族の子として生まれた。ハリーは1916年8月に飛行訓練を始める前の17歳のときに第18ザクセン・フザーレン連隊（Saxon Hussar Regiment No. 18）に入隊して軍務を始めた。1916年12月にハリーはドイツ帝国陸軍航空隊に異動し、第一次世界大戦で航空隊に従軍した3人兄弟（ヴァルターとコンラート：Conrad）の1人となった。ハリーは第53野戦飛行分遣隊（Feldflieger Abteilung 53：FFA 53）で砲兵部隊の砲撃観測用の複座機パイロットとして初飛行を行い、この部隊は第272飛行分遣隊（砲兵）（Flieger-Abteilung (Artillerie)：FA 272 (A)）となった。その後、ハリーは1918年1月6日に戦死する兄のヴァルターが指揮する第36戦闘飛行中隊（Jagdgstaffel 36：Jasta 36）に異動して戦闘機パイロットになった。
第36戦闘飛行中隊時代にハリー・フォン・ビューロウ＝ボーテカンプは1917年10月12日にエアコー DH.4機を、その後5機を撃墜した。最後の戦果は1918年7月21日の第73飛行隊（No. 73 Squadron）の飛行隊長R.N. フリーマン（R.N. Freeman）少佐であった。
ハリーの最も有名な撃墜記録は4機目の10機撃墜記録を持つ英国の第1飛行隊所属セシル・クラーク（Cecil Clark）大尉で、クラークは負傷し捕虜となった。
1918年8月25日にハリーは皇帝の命により軍務から放免された。長兄のフリードリヒ（Friedrich）は1914年に戦死し、コンラートはフィンランド空軍の飛行大隊の一部を指揮していた最中の1918年9月26日に航空機事故で死亡したためハリーは4人兄弟の最後の一人になった。
ハリーは従軍中にホーエンツォレルン家勲章と鉄十字章を授与された。

### 戦間期
第一次世界大戦後、ビューロウ＝ボーテカンプはアビトゥーア取得のためにギムナジウムに戻り、大学では農業を学んだ。パウル・ボイマー（Paul Bäumer）と共にハンブルク-フールスビュッテルで航空機製造のボイマー航空（Bäumer Aero）を設立したが、会社は世界恐慌のあおりを受けて倒産した。また1932年4月に国家社会主義ドイツ労働者党に入党している。
1935年にビューロウ＝ボーテカンプは大尉の階級で新しく設立されたドイツ空軍に入隊した。翌年に少佐に昇進し、第II戦闘航空団（JG II）としても知られる初代の「リヒトホーフェン航空団」の指揮官に任命された。 1939年にビューロウ＝ボーテカンプはドイツ空軍の民間予備組織である国家社会主義航空軍団の総監に就任した。

### 第二次世界大戦とその後
第二次世界大戦の初期、1939年11月からビューロウ＝ボーテカンプは第77戦闘航空団（JG 77）／第II飛行隊の飛行隊長となり、その後1940年4月に第2戦闘航空団（JG 2）の戦闘航空団司令になった。1940年5月と6月のフランス侵攻期間中にこの部隊を率いたビューロウ＝ボーテカンプは40歳を越えた年齢にもかかわらず作戦期間中に少なくとも12機の敵機を撃墜した。JG 2の指揮官としてのこの活躍によりビューロウ＝ボーテカンプは中佐に昇進し、1940年8月22日には騎士鉄十字勲章を授与された。
1940年9月1日にビューロウ＝ボーテカンプは第1夜間戦闘機学校（Nachtjagdschule 1）に配属され、この部隊が1943年11月に第101夜間戦闘航空団（Nachtjagdgeschwader 101：NJG 101）と改称されるまで指揮官の地位に留まった。ビューロウ＝ボーテカンプは国家社会主義航空軍団に戻り大戦を終えた。
ハリー・フォン・ビューロウ＝ボーテカンプは1976年 2月26日に先祖伝来の城近くのキルヒバーカウで老衰のため死去し、兄弟と同じ墓に埋葬された。

## 受勲
- ホーエンツォレルン家勲章
- 鉄十字章（1914）
- 鉄十字章（1939）
  - 2級
  - 1級
- 騎士鉄十字章（1940年 8月22日）：第2戦闘航空団 リヒトホーフェン の戦闘航空団司令の予備役中佐として[8]